# 2-吡咯烷酮
2-吡咯烷酮是最简单的γ-内酰胺，可用作有机溶剂，是一种重要的有机中间体。其在室温下为无色液体，能与水和多数有机溶剂混溶。

## 制备
工业上常通过氨化γ-丁内酯制备2-吡咯烷酮，反应在活塞流管式反应器中发生，条件为250-290°C、0.4-1.4 MPa，催化剂为固相硅酸镁。
管式炉反应器中催化剂被设置成固定床，整个反应在气相中进行，产率可达75-85%。此法得到的2-吡咯烷酮经蒸馏提纯的纯度可达99.5%。
其他制备方法还有，催化加氢或电解还原丁二酰亚胺、烯丙基胺的（气相氧化）羰基化、丁二腈加氢还原，随后水解环化、在Pd-Ru催化剂存在下加氢，随后氨水氨化制备等。
在2010年，全球的2-吡咯烷酮需求量估计为32,000吨，其重要的生产商为巴斯夫和ISP（国际特种化学品公司，现为亚什兰集团）。

## 用途
2-吡咯烷酮本身被用于打印机墨盒中。
部分药物为2-吡咯烷酮的衍生物，如可替宁、多沙普仑、聚乙烯吡咯烷酮、乙琥胺和拉西坦。
2-吡咯烷酮是生产聚乙烯吡咯烷酮的前体乙烯基吡咯烷酮和溶剂NMP的中间体。

## 安全性
2-吡咯烷酮是一种眼刺激性化学品。